# Solanum grandiflorum
Solanum grandiflorum popularmente jurubeba, fruteira-de-lobo (também grafada fruta-de-lobo, não se devendo confundir com a espécie Solanum crinitum, que consigo partilha este nome), lobeira (não se devendo confundir com a espécie Solanum crinitum, que consigo partilha este nome) ou juripeba é uma planta nativa do Brasil, aparece na Amazônia e é espontânea em Minas Gerais, Mato Grosso, Goiás, São Paulo, Paraná, Rio de Janeiro, Bahia, Piauí, Ceará, não deve ser confundida com a jurubeba verdadeira, Solanum paniculatum.

## Descrição
É uma arvoreta que pode atingir cerca de cinco metros de altura, possuindo flores azuis e bagas globosas grandes, amarelas, lanuginosas, com aroma de maçã, comestíveis, de polpa adocicada.